# تفكك روسيا

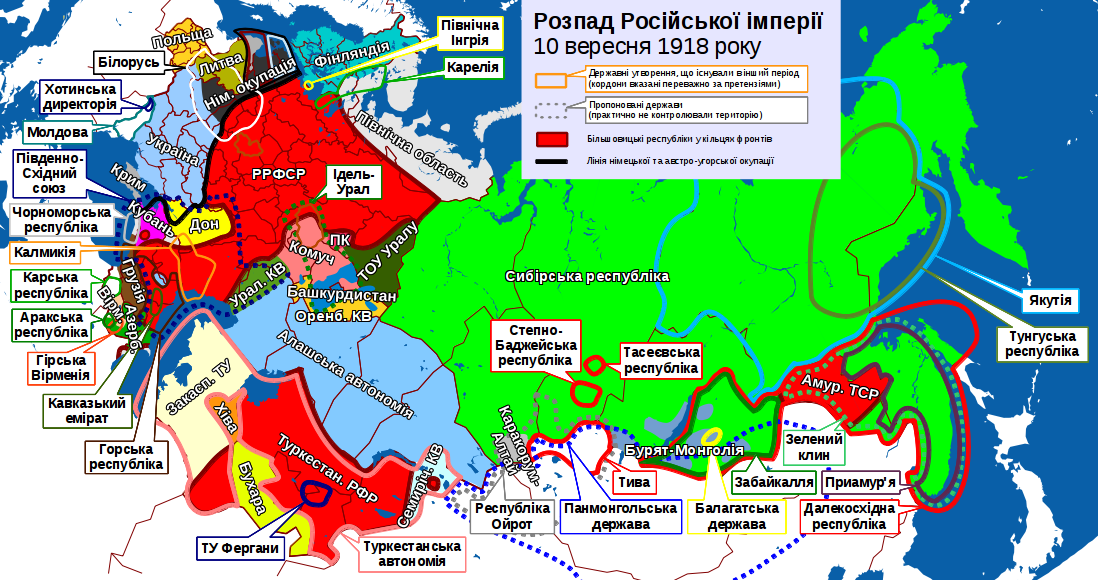
الخريطة الافتراضية لتفكك روسيا

تفكك روسيا المحتمل هو تفكك افتراضي لدولة روسيا الحالية التي تعتبر دولة واحدة مع حكومة مركزية، فضلًا عن التنبؤات، والتوقعات، والآراء، ومسارات التحليل، والآثار المترتبة على العواقب اللاحقة لهذا الحدث. الموضوع هو موضوع مئات المقالات على الإنترنت.
يشهد الاتحاد الروسي الحالي، باعتباره البقية الأساسية، أي الدولة الخلف للاتحاد السوفيتي بعد انهياره وتفككه، عمليات تفكك بدرجات متفاوتة تهدد بانهيار البلد. ناقش هذا الموضوع بنشاط كل من إي. كيماغورف، وغاري كاسباروف، وميخائيل ليونتيف، وبّي. سفيتينكف، وكي. ريمشكوف، وكي. رديونف، إيه. إليزيف، وآي. بركبينكا، وجي. غريف، وإم. كلاشينكوف، وإم. ريميزوف، وإم. ديليغين، وإيه. فيرسف، جي. مالينتسكي، في. سوليفي، وإس. كرجينين، إيه. بروكانف، وإن. ناروكنيتسكيا، وفي. أفريناف، وفي. تريتيكاف، وآي. يكوفينكا، ودميتري ميدفيديف.

## الأسباب المحتملة للتفكك
أشار كبير الباحثين في. شفشينكا، في معهد الفلسفة التابع للأكاديمية الروسية للعلوم، عند تقييم مقالات المراجعة لأو. يو. ماسلوفا بعنوان «انهيار روسيا في أوائل القرن الحادي والعشرين في تصريحات المعاصرين» إلى أنها تحتوي على مجموعة كبيرة من المقالات حول موضوع تفكك روسيا -من مؤيدي فكرة أن انهيار روسيا يكاد يكون حتميًا وبالفعل بدأ مؤيدو فكرة المحاولات المصطنعة والمتعمدة لانهيار البلاد.
والسبب الرئيسي وراء عمليات التفكك واحتمال انهيار روسيا وفقًا لعمل المراجعة الذي قام به في. شفشينكا: «مستقبل روسيا: استراتيجيات التفاهم الفلسفي» هو الافتقار إلى فكرة أو مشروع وطني (مثل الشيوعية في الاتحاد السوفيتي) من شأنه أن يوحد كل شعب روسيا. الدولة الروسية في حالة انتقالية، فجميع العمليات أصبحت أكثر نشاطًا: الاندماج والتفكك.
ومن الأسباب المصاحبة لاحتمال انهيار روسيا بحسب أعمال في. شفشينكا ما يلي: مشاعر كره الأجانب («روسيا للروس»)، ورغبة المجموعات العرقية في روسيا في الانفصال، وتحويل الجمهوريات الوطنية إلى دول كاملة.
وفي تقرير إلى نادي إيزبورسكي، ذكرت مجموعة من المحللين بقيادة إيه. كوبياكوف خطوط الانقسام في المجتمع الروسي الحديث التي قد تؤدي إلى انهيار الدولة: التفاوت الاجتماعي الاقتصادي، والعلاقات بين الأعراق، وعزل النخب عن الشعب، ومعارضة «الطبقة الإبداعية» لبقية المجتمع.
يعتقد عالم الثقافة آي. يكوفينكا أن السبب الرئيسي لعمليات التفكك هو عملية التحديث غير المتكافئة للسوق في مناطق مختلفة من روسيا، وهو ما يزيد من العزلة الاقتصادية لهذه المناطق عن بعضها البعض. يحدد يكوفينكا المناطق التالية التي قد ينقسم إليها الاتحاد الروسي، في رأيه: شمال وجنوب روسيا، وسيبيريا، وشمال القوقاز، والحدود العابرة للقارات.
في مقال لفي. شفشينكا، هناك رأي مفاده أن التفكك قد بدأ بالفعل، وبوادره هي: الاستقلالية القانونية الخارجية، وتهجير أشخاص من أمة غير رسمية في الجمهوريات الوطنية من جهاز الدولة، وتطرف الإسلام.
وفقًا لعالم الرياضيات جورجي مالينتسكي، هناك بعض الأسباب المحتملة لانهيار روسيا:
- الفارق الكبير بين مستويات الدخل للطبقات الاجتماعية المختلفة.
- فجوة اقتصادية قوية بين مختلف مناطق روسيا.
- تعقيد الاتصالات بين مختلف مناطق البلاد، والتي تنتج عن تخلف البنية التحتية.
- انهيار الأجيال.
- تقوية الانقسامات القائمة في السياق الديني والثقافي والوطني.
- تعزيز قوة القادة الإقليميين المحليين.

## آراء حول العواقب
في مقابلة مع مجلة إكسبرت في أبريل 2005، قال رئيس الإدارة الرئاسية دميتري ميدفيديف:
إذا فشلنا في دمج النخبة، فقد تختفي روسيا كدولة واحدة. ....ستكون العواقب وخيمة. قد يبدو تفكك الاتحاد وكأنه عرض صباحي في روضة الأطفال مقارنة بانهيار الدولة في روسيا الحديثة.
في عام 2011، أثناء اجتماع للجنة الحكومية لتنمية منطقة شمال القوقاز الفيدرالية في غوديرميس، وضح فلاديمير بوتين ما الذي قد يحدث إذا غادر القوقاز روسيا فجأة:
إذا حدث هذا ففي نفس اللحظة -لن يستغرق الأمر ساعة بل ثانية- حتى يكون هنالك من يريد أن يفعل الشيء نفسه مع الكيانات الإقليمية الأخرى لروسيا، وستكون مأساة تؤثر على كل مواطن في روسيا دون استثناء.